# Yves Lévy
Pour les articles homonymes, voir Lévy.
Yves Lévy, né le 1er août 1957 à Casablanca, au Maroc, est un médecin immunologiste et professeur d'université français, spécialiste de l'infection par le VIH. Président de l'Inserm entre 2014 et 2018, il a été depuis conseiller juridique du gouvernement, puis envoyé spécial en RDC au moment de l'épidémie du virus Ebola en 2019.

## Biographie
Né à Casablanca, au Maroc, Yves Lévy arrive en France en 1973. Interne des hôpitaux de Paris, il obtient son doctorat en médecine en 1986 et son habilitation à diriger des recherches en 1994.
Il devient chef de clinique assistant en 1989 puis maître de conférences des universités praticien hospitalier en 1992. Professeur des universités - praticien hospitalier à partir de 1996, il est adjoint au chef du service d’immunologie clinique du centre hospitalier universitaire Henri-Mondor de Créteil, le professeur Sobel, auquel il succède en 2009. Spécialiste en immunologie, il travaille au sein de différentes unités de recherche de l’INSERM dès 1986. Il dirige depuis 1989 l’équipe n°16 « Développement lymphoïde normal et dans l'infection par le VIH ».
Yves Lévy a été vice-doyen de la faculté de médecine de Créteil (UPEC) de 2010 à 2012. Il est directeur scientifique du programme vaccinal de l’ANRS depuis 2006. Il a développé et coordonné plus de vingt essais cliniques nationaux et internationaux d’immunothérapie et de vaccination thérapeutique et prophylactique dans les domaines de l’infection par le VIH, déficits immunitaires et maladies infectieuses.
En mai 2012, il devient conseiller spécial pour la santé au cabinet de la ministre de l’Enseignement supérieur et de la Recherche, Geneviève Fioraso.
Le 23 février 2017, il inaugure le laboratoire de haute sécurité biologique P4 de Wuhan en compagnie du premier ministre Bernard Cazeneuve, ouvrant une collaboration temporaire de ce laboratoire avec le centre P4 de Lyon,,,,.
En avril 2017, il signe l'appel de directeurs d'instituts de recherche français à voter contre Marine Le Pen lors de l'élection présidentielle.
Le 20 mai 2020, en conseil des ministres, il est « mis fin, sur sa demande », à ses fonctions de conseiller d’État en service extraordinaire.

### Nomination à l'INSERM et accusation de délit de favoritisme
Yves Lévy est nommé président de l'Inserm le 11 juin 2014,. Le renouvellement de ce mandat en 2018 éveille un soupçon de favoritisme parce qu'il est marié à la ministre de la santé,,. L’opacité de la procédure de nomination est critiquée par le journal médical The Lancet. Yves Lévy est reconduit comme président de l’INSERM par intérim le 11 juin 2018,, mais le 30 juillet 2018, il retire sa candidature à un second mandat, devant l’embarras qu’elle suscitait au sein du gouvernement. Le 11 octobre 2018, il est nommé conseiller d'État en service extraordinaire, sur proposition de la ministre de la Justice. Selon Le Figaro « sa nomination est déjà la cible de procès en copinage » ; de plus la ministre de la santé aurait déclaré « ne pas [s]'impliquer dans la carrière de [son] mari », ni en le conseillant, ni en le favorisant. Le 24 octobre 2018 à l'Assemblée nationale le député des Pyrénées-Atlantiques Jean Lassalle déclare que la ministre de la santé a fait des « efforts » pour « promouvoir son mari » ; la ministre ne peut répondre en séance car il ne s'agit pas d'une séance de questions au gouvernement,, et ne répondra pas par la suite.
En juillet 2019, en raison de l'épidémie du virus Ebola, il est missionné par le gouvernement en RDC,.

## Distinctions
- Chevalier de la Légion d'honneur [25]

## Vie privée
Il est de confession juive[réf. souhaitée].
Il est marié à Agnès Buzyn depuis 1997.
Agnès Buzyn a deux enfants de son précédent mariage avec Pierre-François Veil et un enfant avec Yves Lévy.